# ハルビン工程大学
哈爾浜工程大学（ハルビンこうていだいがく、略称：哈工程、英語: Harbin Engineering University、英文略称：HEU）は、中国黒竜江省哈爾浜市南崗区に本部を置く中国の公立大学。1953年創立、1953年大学設置。
2015年時点では、学校の面積は125.61万平方メートル、建築面積は98.04万平方メートル、本科生14886人、研究生8550人、留学生1258人、教職員3027人。

## 沿革
哈爾浜工程大学は1953年に設置された中国人民解放軍軍事工程学院が前身である。初代目の学長に陳賡が就任。空軍工程系、炮兵工程系、海軍工程系、装甲兵工程系、工程兵工程系を設置。
- 1961年 - 中華人民共和国国務院は大学を全国重点大学に認定した。
- 1960年-1962年 - 学校間の学部などの調整により、各院系分離。炮兵工程系と武昌高級軍械技術学校が統合され、「炮兵工程学院」となる。装甲兵工程系陝西省西安市に移転、「装甲兵工程学院」に昇格。工兵工程系北京市に移転、「工程兵工程学院」に昇格。原子化学防護系吉林省長春市に移転、「防化学兵工程学院」（現在の防化指揮工程学院）に昇格。学校は原子力工程系、ミサイル工程系、電子工程系、コンピュータ工程系が続々と成立して。
- 1966年4月 - 哈爾浜工程大学と改称。
- 1970年 - 文化大革命の時、哈爾浜工程学院林彪れ反革命集団正式バラバラ。電子工程系、ミサイル工程系、コンピュータ工程系、基礎課部等湖南省長沙市に移転、「長沙工学院」（現在の国防科技大学）に昇格。
- 1978年 - 中華人民共和国国家教育委員会は大学を全国重点院校に認定した。
- 1994年4月 - 学校は古い名前を回復して。
- 1996年 - 学校は「211工程」を通じて、国家「211工程」の第一陣建設学校の一つになりました。
- 2002年 - 研究生院が開院。
- 2007年 - 中華人民共和国国防部、中華人民共和国教育部、黒竜江省人民政府、中国人民解放軍海軍共同建設哈爾浜工程大学[1]。
- 2016年8月30日 - 山東省青島市の校区から建設が始まって。

## 基礎データ
- 所在地 - 黒竜江省哈爾浜市南崗区
- 校訓 - 「大工至善 大学至真」

## 組織
「学院」も「系」も日本の大学の学部にほぼ相当する。「学部」は「学院」と「系」の上の編成で、実体はなく、日本の「学部」とは位置付けが異なっている。妙訳がないのでそのまま記す。
- 船舶工程学院
- 航天及び建築工程学院
- 動力及び能源工程学院
- 知能科学及び工程学院
- 水声工程学院
- 計算機（コンピュータ）科学及び技術学院
- 機電工程学院
- 信息及び通信工程学院
- 経済管理学院
- 材料科学及び化学工程学院
- 外国語学院
- 人文社会科学学院
- 国際合作教育学院
- 核科学及び技術学院
- 体育部
- 継続教育学院
- 国防教育学院
- 工程訓練中心
- 軟件（ソフトウェア）学院
- 国家保密学院
- マルクス主義学院
- 数学科学学院
- 物理及び光電科学学院
- サウサンプトン海洋工程連合学院
- 未来技術学院

## 附属機関

### 附属図書館
- 哈爾浜工程大学図書館 - 蔵書数は全館合計で約225.09万冊

## 大学の人物一覧

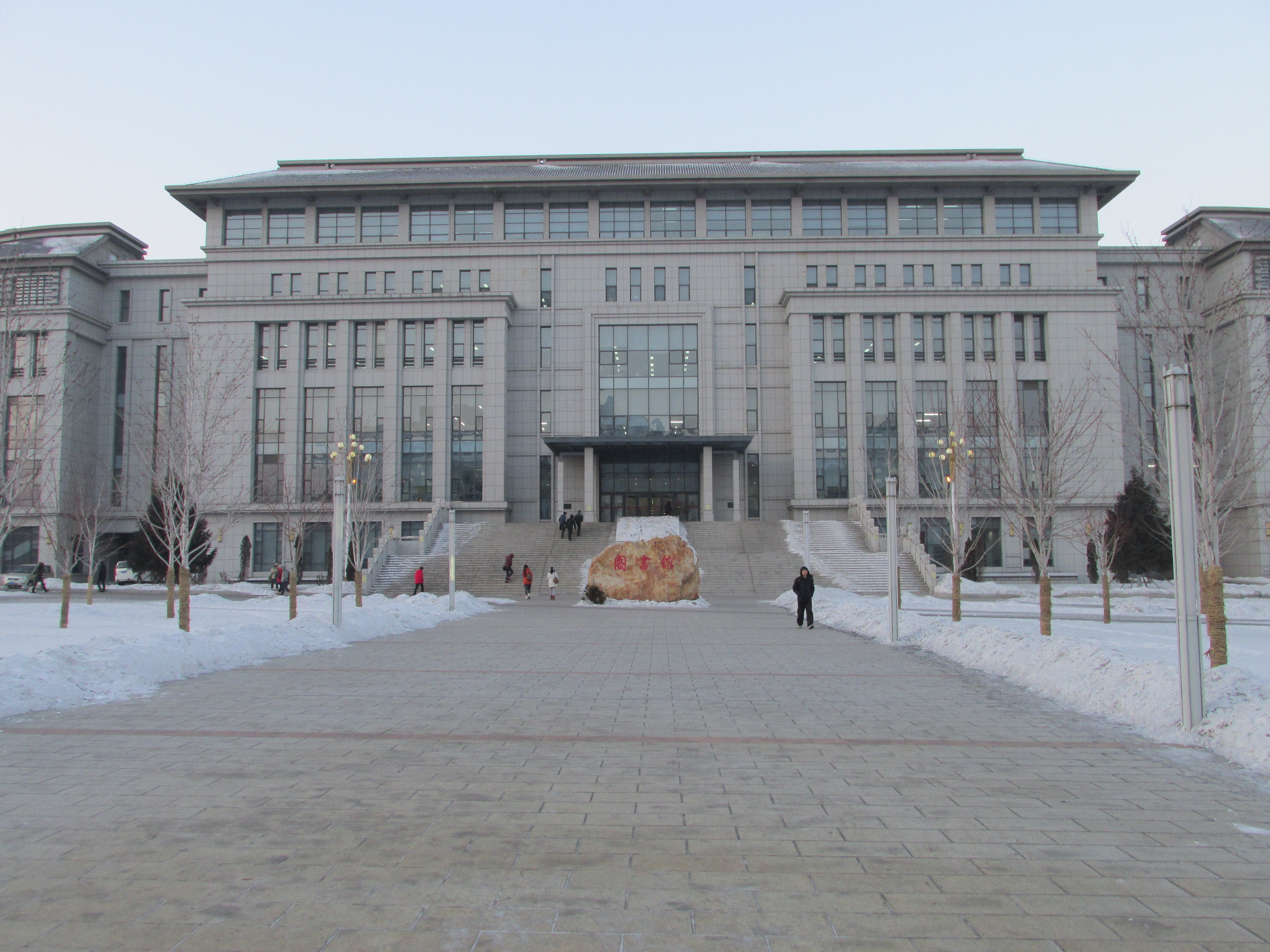
図書館

### 教授
- 学長：姚郁
- 党委書記：谷煥民

### 歴代学長
| 任期                 | 名字   | 注 |
| -------------------- | ------ | -- |
| 1953年9月-1961年3月  | 陳賡   |    |
| 1961年7月-1966年4月  | 劉居英 |    |
| 1966年4月-1970年8月  | 劉居英 |    |
| 1971年9月-1974年12月 | 林毅   |    |
| 1975年5月-1983年6月  | 卓明   |    |
| 1980年2月-1983年6月  | 馮捷   |    |
| 1983年6月-1987年6月  | 鄧三瑞 |    |
| 1987年6月-1988年10月 | 錢秋珊 |    |
| 1988年10月-1994年5月 | 呉徳銘 |    |
| 1994年5月-1997年12月 | 呉徳銘 |    |
| 1997年12月-2004年6月 | 邱長華 |    |
| 2004年4-2015年4月    | 劉志剛 |    |
| 2015年4月現在        | 姚郁   |    |

### 歴代書記
| 任期                 | 名字   | 注 |
| -------------------- | ------ | -- |
| 1966年4月-1970年8月  | 劉居英 |    |
| 1983年6月-1984年12月 | 馮捷   |    |
| 1984年12月-1987年6月 | 錢秋珊 |    |
| 1987年6月-1991年5月  | 黄紹   |    |
| 1991年5月-1995年3月  | 陳太炎 |    |
| 1996年6月-1999年8月  | 邱長華 |    |
| 1999年8-2004年6月    | 劉志剛 |    |
| 2004年6月-2008年2月  | 王樹權 |    |
| 2008年現在           | 谷煥民 |    |

### 卒業生
- 兪正声：中共中央政治局常委、全国政協主席
- 廖暉：全国政協副主席
- 徐志堅：国務院副秘書長
- 崔占福：国務院副秘書長
- 鄒競蒙：国家気象局局長
- 王景川：国家知識權局局長
- 虞雲耀：中共中央党校常務副校長
- 白克明：河北省委書記
- 蒋祝平：湖北省委書記
- 毛遠新：遼寧省委書記
- 張雲川：湖南省省長
- 蘇樹林：福建省省長
- 林用三：労動・社会保障部副部長
- 閆克慶：国務院国有重点大型企業監事会主席
- 姜均露：国務院国有重点大型企業監事会主席
- 夏国洪：元航空航天部副部長
- 郭宝柱：元国家航天局副局長
- 肖策能：海南省政協副主席
- 黄麗滿：広東省委副書記
- 韓忠学：湖北省副省長
- 田承忠：湖北省副省長
- 孫堯：黒竜江省副省長
- 趙克非：黒竜江省省委常委
- 楊東奇：黒竜江省省委常委
- 趙少麟：江蘇省委常委
- 呉振華：河北省委常委
- 孫貴璋：上海市委常委
- 李慧芬：天津市副市長

## 対外関係
2016現在、全部で23余国165大学・機関と交流協定を結んでいる。
- オーストラリア
  - シドニー大学
- 日本
  - 千葉工業大学
  - 京都大学
  - 名古屋大学
  - 電気通信大学
  - 北見工業大学
  - 香川大学
  - 北海道大学
  - 佐賀大学
- イギリス
  - サウサンプトン大学
- アメリカ合衆国
  - カリフォルニア大学バークレー校
  - ミシガン大学
  - テキサス州農工大学
- 国際原子力機関